# Talabuga

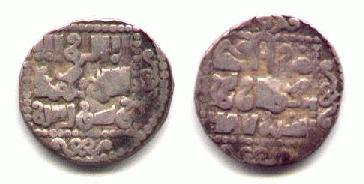
Monete d'argento coniate sotto Talabuga

Tala Buga, o Tela Buga (in tataro Телә Буга; 1268 circa – 1291), è stato un condottiero mongolo, Khan dell'Orda d'Oro dal 1287 al 1291, anno della sua morte.

## Biografia
Figlio di Tartu Khan e pronipote di Batu Khan, condusse, al seguito di Nogai Khan, la 2a invasione dell'Ungheria tra il 1284 e 1285, e la 3a scorreria nella Polonia nel 1287, che non si concluse con un successo. 
Giunse sul trono del Khanato grazie all'appoggio di Nogai Khan che, dopo 4 anni, lo fece  uccidere e deporre.